# Linwood, New Jersey
Linwood är en ort i Atlantic County i delstaten New Jersey, USA.